# Delaware Blue Coats
Die Delaware Blue Coats sind ein Basketballteam der NBA G-League, das in Wilmington (Delaware) beheimatet ist.

## Geschichte

### Utah Flash (2007–2011)
Schon im Jahre 2004, als die NBA G-League als NBA Development-League schon in den Startlöchern stand, begannen in Utah die Planungen für ein eigenes Team. Der Nachsatz Flash gewann eine Umfrage mit über 20.000 Stimmen, womit Utah Flash als neuer Name festgelegt wurde. Große Unterstützung bei der Gründung bekam man von David Fredman, der fast 30 Jahre lang in der NBA als Scout für die Utah Jazz und als General Manger für die Denver Nuggets unterwegs war. Auch die Boston Celtics beteiligten sich beim Aufbau des Teams. Nachdem diese mit den Maine Red Claws 2009 ihr eigenes Farmteam bekamen, wurden die Atlanta Hawks neuer Partner der Flash.
Am 17. April 2007 wurden die Utah Flash als neues Franchise der D-League bekannt gegeben. Die Flash wurden den Utah Jazz als „Farmteam“ zugewiesen. Als neue Heimhalle wurde das UCCU Center auf dem Campus der Utah Valley University ausgesucht. Als erster Headcoach fungierte Brad Jones.
Seit dem Einstieg in den Spielbetrieb 2007 haben die Flash jede Saison die Playoffs der D-League erreicht. 2008/2009 konnte sogar das Finale der Playoffs erreicht werden. Dort mussten sich die Flash allerdings den Colorado 14ers geschlagen geben. Letzter Headcoach der Utah Flash war seit der Saison 2010/2011 Kevin Young. Er war zuvor bereits 2 Jahre als Assistant-Coach für das Franchise tätig. Nach der Spielzeit 2010/11 wurde die Mannschaft vom Spielbetrieb abgemeldet und stand zum Verkauf.

### Delaware 87ers (2013–2018)
2013 erwarben die Philadelphia 76ers die Rechte an der Mannschaft und verlegten den Sitz nach Newark. Zudem änderten sie den Namen des Franchise in Delaware 87ers. Während die Unabhängigkeitserklärung der Vereinigten Staaten 1776 in Philadelphia unterzeichnet wurde, war Delaware der erste US-Bundesstaat, der 1787 die Verfassung der Vereinigten Staaten ratifizierte. Im September wurde Brandon Williams als General Manager und Rod Baker als Headcoach vorgestellt. Die Saison 2013/14 war die erste Saison der 87ers, ihre Heimspiele trugen sie im Bob Carpenter Center „The Bob“, auf dem Campus der University of Delaware aus. Man schloss die erste Saison mit einer Bilanz von 12-38 ab.
Im August 2014 wurde das neue Maskottchen vorgestellt: Der Fuchs Caesar. Er stellt das Wappentier des Staates Delaware dar und wurde nach Caesar Rodney benannt, einer der Gründerväter der USA.
In der Saison 2015/16 stellte Jordan McRae mit 61 Punkten in einem Spiel einen Rekord in der D-League auf. Nur kurze Zeit später knackte sein Mitspieler Russ Smith den Rekord, er erzielte 65 Punkte gegen Canton Charge.

### Delaware Blue Coats (seit 2018)
Das Team wechselte nach der Saison 2017/18 von Newark zum Chase Fieldhouse in Wilmington und benannte sich in Delaware Blue Coats um.

## Saisonbilanzen
| Saison         | Division       | Platz          | W          | L          | Win%       | Playoffs                                          |            |
| Utah Flash     | Utah Flash     | Utah Flash     | Utah Flash | Utah Flash | Utah Flash | Utah Flash                                        | Utah Flash |
| -------------- | -------------- | -------------- | ---------- | ---------- | ---------- | ------------------------------------------------- | ---------- |
| 2007/08        | Western        | 3rd            | 24         | 26         | .480       | --                                                |            |
| 2008/09        | Western        | 1st            | 32         | 18         | .640       | Niederlage Conference Finals gegen Colorado 14ers |            |
| 2009/10        | Western        | 4th            | 28         | 22         | .560       | Niederlage Runde 1 gegen Iowa Wolves              |            |
| 2010/11        | Western        | 5th            | 28         | 22         | .560       | Niederlage Runde 1 gegen Iowa Wolves              |            |
| Delaware 87ers |                |                |            |            |            |                                                   |            |
| 2013/14        | Eastern        | 6th            | 12         | 38         | .240       | --                                                |            |
| 2014/15        | Atlantic       | 4th            | 20         | 30         | .400       | --                                                |            |
| 2015/16        | Atlantic       | 4th            | 21         | 29         | .420       | --                                                |            |
| 2016/17        | Atlantic       | 2nd            | 26         | 24         | .520       | --                                                |            |
| Regular season | Regular season | Regular season | 165        | 209        | .478       |                                                   |            |
| Playoffs       | Playoffs       | Playoffs       | 4          | 6          | .400       |                                                   |            |

## Partnerteams
Utah Flash
- Utah Jazz (2007–2011)
- Boston Celtics (2007–2009)
- Atlanta Hawks (2009–2011)

Delaware 87ers und Delaware Blue Coats
- Philadelphia 76ers (2013-jetzt)

## Bekannte Spieler

### NBA Development League
- Ronald Dupree
- Sundiata Gaines
- Richard Shields
- Orien Green
- Gabe Pruitt
- Tony Gaffney
- Thanasis Antetokounmpo
- Kosta Koufos
- Jared Cunningham
- Jan Kvasnicka